# Curva de Hjulström

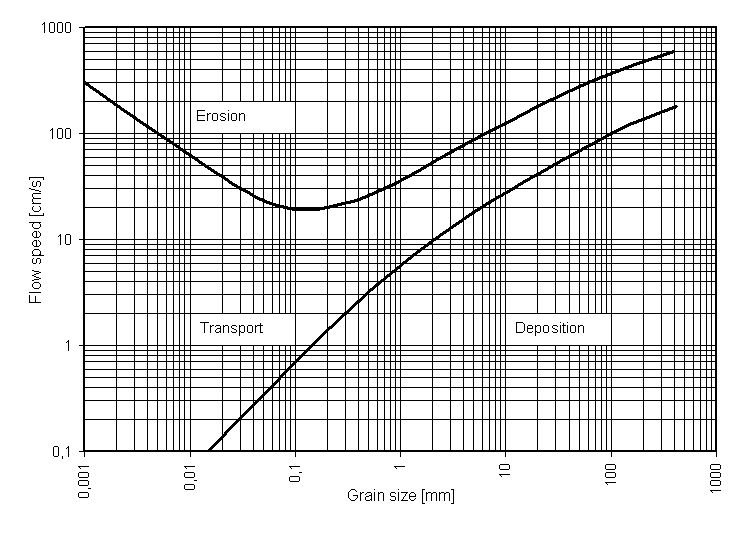
La curva de Hjulström

La curva de Hjulström, llamada así por Filip Hjulström (1902-1982), es un gráfico utilizado por los hidrólogos para determinar si un río erosiona, transporta o deposita sedimentos. El gráfico tiene en cuenta el tamaño de las partículas de sedimento y la velocidad del agua.
El eje X muestra el tamaño de las partículas en mm (milímetros). El eje Y muestra la velocidad del río en cm/s (centímetros por segundo). Las tres líneas en el programa de diagrama muestran diferentes tamaños de las partículas que se depositarán, transportarán o erosionarán.
La curva utiliza una escala logarítmica doble. Muestra varias ideas clave sobre las relaciones entre la erosión, el transporte y la deposición. La curva de Hjulström muestra que las partículas de un tamaño alrededor de 1 mm requieren menos energía para erosionar, ya que son las arenas que no presentan fuerzas de cohesión. Las partículas más pequeñas que estas arenas finas son a menudo las arcillas que requieren una mayor velocidad para producir la energía necesaria para separar las partículas de arcilla que se han cohesionado. Partículas más grandes tales como piedras se erosionan a velocidades más altas y los objetos de gran tamaño, como piedras requieren la más alta velocidad para erosionarse. Cuando la velocidad cae por debajo de esta velocidad llamada línea de la velocidad crítica, las partículas se depositarán o se transportarán, en lugar de ser erosionadas, dependiendo de la energía del río.